# Cieśnina Mackinac

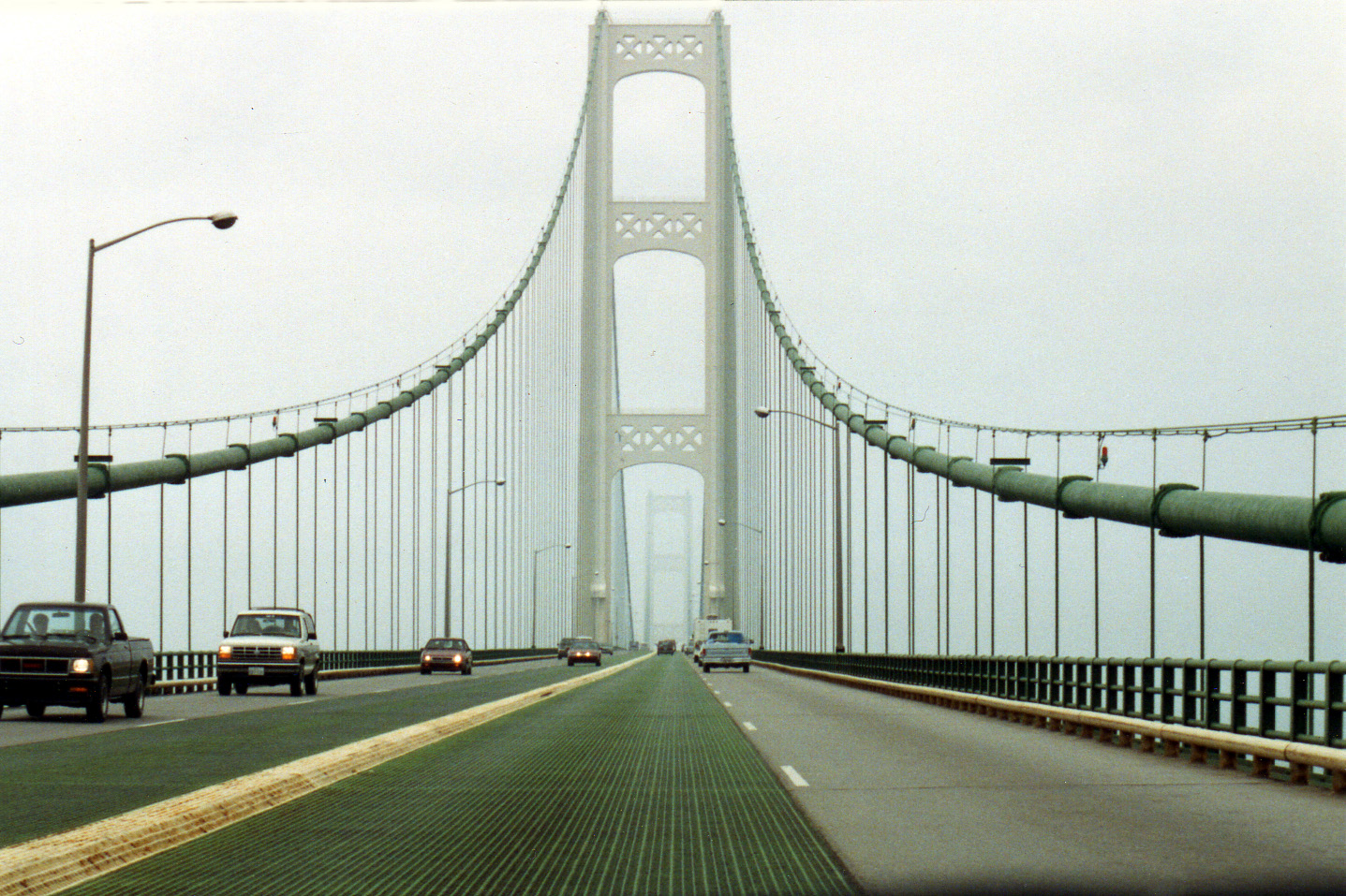
Most nad Cieśniną Mackinac we mgle

Cieśnina Mackinac (ang. Straits of Mackinac) – słodkowodna cieśnina w systemie Wielkich Jezior Północnoamerykańskich, stanowiąca połączenie jeziora Michigan z jeziorem Huron. Cieśnina jest długa na około 64 km i szeroka na 8 km w swym najwęższym miejscu. Znajduje się na terenie Stanów Zjednoczonych, rozdzielając południową i północną część stanu Michigan.
Cieśnina stanowi najważniejszą drogę wodną łączącą porty nad jeziorem Michigan z Atlantykiem. Prowadzi przez nią wielki szlak żeglugowy, łączący porty Milwaukee i Chicago z Detroit, Toronto, Cleveland i Rzeką św. Wawrzyńca, a obsługiwany przez pełnomorskie statki handlowe, tzw. jeziorowce. W latach siedemdziesiątych i osiemdziesiątych pływało na tym szlaku sześć polskich jeziorowców, wożąc towary do Toronto, Detroit i Chicago, a także żaglowce: STS Dar Młodzieży, STS Pogoria, ORP Iskra i s/y Zawisza Czarny.
Brzegi cieśniny, pomiędzy miejscowościami St. Ignace i Mackinaw City, łączy jeden z najdłuższych mostów w tym rejonie świata (Mackinac Bridge), przy czym środkowe, podwieszane przęsło ma 1 160 m długości. Most jest ważnym elementem autostrady międzystanowej Interstate 75, która biegnie od Sault Ste. Marie na granicy kanadyjskiej do Miami na Florydzie. Przed powstaniem mostu (w roku 1973) komunikację między obydwoma brzegami cieśniny zapewniały liczne promy pasażerskie i samochodowe.
W cieśninie leży wyspa Mackinac, znany ośrodek rekreacyjny i meta dorocznych regat Chicago – Mackinac.